# Majgull Axelsson

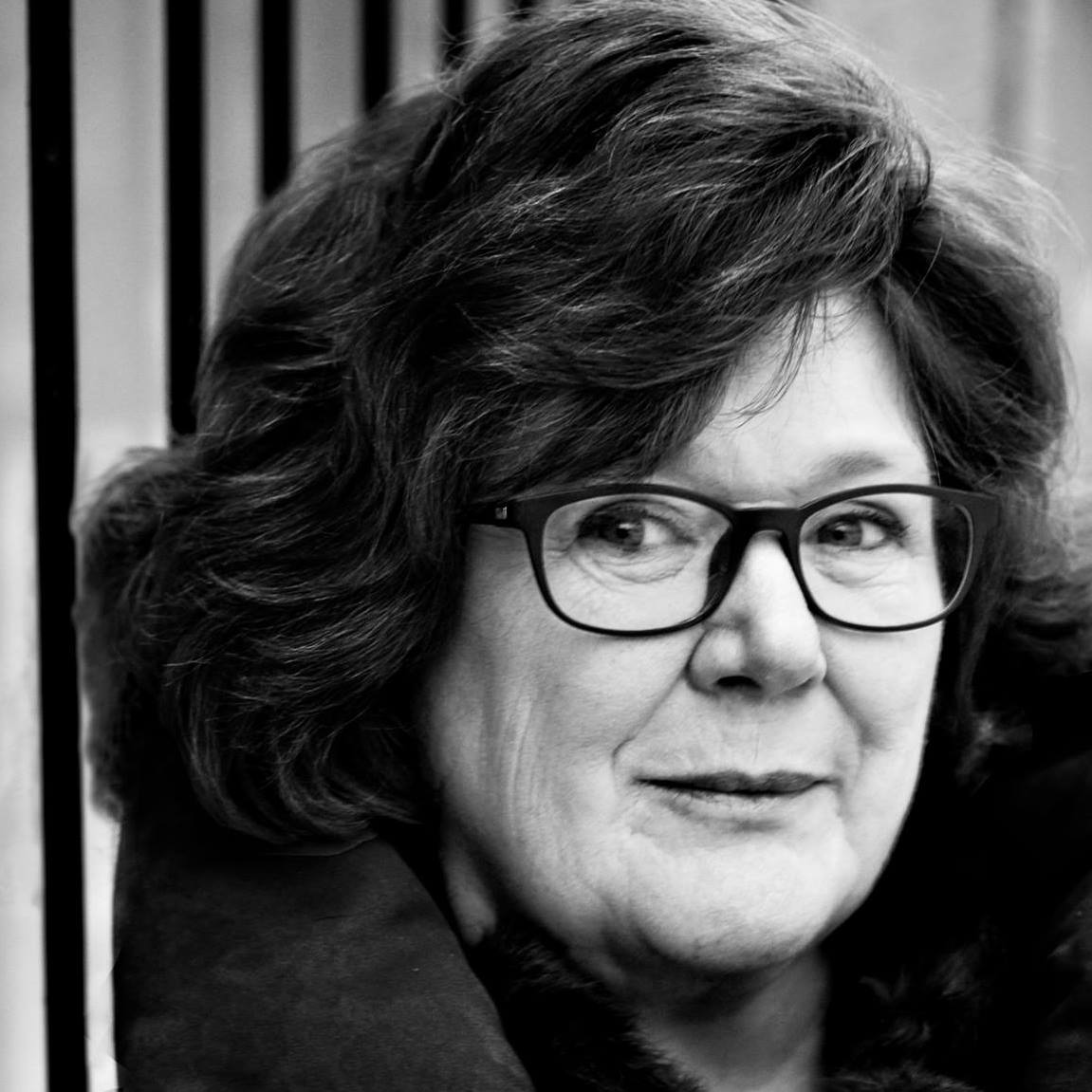
Majgull Axelsson (2016)

Majgull Axelsson (* 14. Februar 1947 in Landskrona als Majgull Andersson) ist eine schwedische Schriftstellerin und Journalistin.

## Leben
Axelsson wuchs in Nässjö auf. Nach der Ausbildung zur Journalistin arbeitete sie in diesem Beruf hauptsächlich auf den Gebieten Handelspolitik und Arbeitsmarkt. Während dieser Zeit war sie eng mit der Dachorganisation der Schwedischen Gewerkschaften (LO) verbunden. Außerdem war sie Sekretärin für Öffentlichkeitsarbeit am Außenministerium und Chefredakteurin der Zeitung Beklädnadsfolket.
Ihre ersten Werke waren Sachbücher und handelten sowohl von Problemen mit Kinderprostitution und Straßenkindern in der Dritten Welt als auch von Armut in Schweden. Våra minsta bröder (deutsch: Unsere kleinsten Brüder) erschien 1986 und behandelte Kinderarbeit in der damaligen Zeit. Drei Jahre später erschien der Dokumentarroman Rosarios Geschichte, der die Kinderprostitution auf den Philippinen schildert. 1991 wurde das Reportagebuch Dom dödar oss (deutsch: Sie töten uns) über Straßenkinder in Lateinamerika veröffentlicht. 1994 debütierte Axelsson mit der Prosa Der gleiche Himmel, die große Aufmerksamkeit hervorrief. 
In Och dom som inte har (deutsch: Und jene, die nichts haben) thematisierte sie die Probleme Arbeitslosigkeit und Armut in Schweden. 
Im Herbst 1997 erschien der Roman Die Aprilhexe, mit dem sie sowohl bei den Kritikern als auch in der breiten Öffentlichkeit ihren großen Durchbruch hatte. Die Rechte an diesem Buch wurden in 23 Länder verkauft, darunter die USA, Australien, Deutschland, Frankreich und andere europäische Länder. Auch Augustas Haus und Der gleiche Himmel wurden in mehrere Sprachen übersetzt. Ihr ins Deutsche übersetzter Roman Eis und Wasser, Wasser und Eis erschien 2008 sowie 2017 der Roman Dein Leben und meins.
Im September 2002 debütierte Axelsson als Dramatikerin am Königlichen Dramatischen Theater in Stockholm mit LisaLouise. Dieses Stück, in dem sie sich mit dem Problem der Frauenmisshandlung durch Männer auseinandersetzt, wurde auch an den Stadttheatern von Västerås und Helsingborg aufgeführt und stand auf den Spielplänen mehrerer finnischer Theater.
Axelsson wohnt zurzeit auf Lidingö in Stockholm. Sie ist mit Jan Axelsson verheiratet und hat zwei Söhne.

## Werke
- Asien i deras ögon (1978)
- Våra minsta bröder (1986)
- Rosarios Geschichte (schwed. Rosario är död) (1989), ISBN 978-3442727476
- Dom dödar oss (1991)
- Svenska beklädnadsarbetareförbundet 1950-1971, (1991)
- Sko- och läderarbetareförbundet 1948-1971, (1991)
- Svenska textilarbetareförbundet 1949-1971, (1991)
- Med i facket (1992)
- Orättvisans ansikten (1992)
- Der gleiche Himmel (schwed. Långt borta från Nifelheim) (1994), ISBN 978-3442734085
- Vad händer med barnen? (1994)
- ...och dom som inte har (1996)
- Die Aprilhexe (schwed. Aprilhäxan) (1997), ISBN 978-3442724727
- Augustas Haus (schwed. Slumpvandring) (2000), ISBN 978-3442731305
- En stad av slott (2002)
- Die ich nie war (schwed. Den jag aldrig var) (2004), ISBN 978-3442739950
- Eis und Wasser, Wasser und Eis (schwed. Is och vatten, vatten och is) (2008), ISBN 978-3570100417.
- Moderspassion (2011).
- Ich heiße nicht Miriam (schwed. Jag heter inte Miriam), übersetzt von Christel Hildebrandt. Ullstein Verlag, Berlin 2015, ISBN 978-3-471-35128-4.
- Dein Leben und meins (schwed. Ditt liv och mitt), übersetzt von Christel Hildebrandt. Ullstein Verlag, Berlin 2017, ISBN 978-3-548-61321-5.

## Preise und Auszeichnungen
- Moa-Martinson-Stipendium 1995
- August-Preis 1997 (für Die Aprilhexe)
- BMF-Plakette des Schwedischen Buchhandelsmithilfevereins 1997 (für Die Aprilhexe)
- Kulturstipendium der Industriegewerkschaft 1998
- Preis Schriftsteller des Jahres der Gewerkschaft SKFT 2000
- Preis Buch des Jahres des Månadens bok Verlages 2004
- Hedenvind-Plakette 2006
- BMF-Plakette 2014 für Jag heter inte Miriam
- Ivar-Lo-Preis 2015
- Signe Ekblad-Eldhs Preis 2016